# 因果物語
『因果物語』（いんがものがたり）は、鈴木正三が生前に書き留めていた怪異譚の聞き書きを、没後に弟子たちが1661年（寛文元年）に出版した、江戸時代前期の絵草子、仮名草子。

## 諸本と内容
片仮名本『因果物語』（3巻）は1661年に刊行されたが、これは、それ以前に正三の戒めに反して勝手に平仮名本が刊行され、その内容には偽作されたものなどが含まれていたため、弟子たちが正本として発表したものであり、片仮名本の序文を書いた雲歩和尚は、先行して世に出ていた平仮名本を「邪本」と呼んで非難している。
また、『諸國ゐんくは物かたり』（『諸国因果物語』）と題された平仮名抄出本もあった。
鈴木正三は、1627年（寛永4年）から、怪異譚の聞き書きを始めたとされているが、その目的は集成、出版ではなく、仏教的な内容の講話のための素材の収集にあったと考えられている。また、内容についても、鈴木が文学的潤色を加えずに、民衆の間の伝説類を書き記したものと考えられている。しかし、こうした仏教説話としての性格をもっていた『因果物語』は、娯楽としての草子の題材となることで性格を変化させることとなった。挿画も入り、浅井了意などが関わって膨らまされたと見られる平仮名本は、片仮名本以上に普及して版を重ね、後世に大きな影響を残した。井原西鶴の『新因果物語』や青木鷺水の『近代因果物語』に影響を与えたとされる。